# Fast Car
«Fast Car» es una canción escrita y grabada por la cantante estadounidense Tracy Chapman. Fue lanzada el 6 de abril de 1988, como el primer sencillo de su debut álbum homónimo de 1988. Su aparición en el Tributo al 70 cumpleaños de Nelson Mandela fue el catalizador para que la canción se convirtiera en un éxito, situándose entre los diez primeros puestos en las listas de popularidad en Estados Unidos, alcanzando el número seis en el Billboard Hot 100. En el Reino Unido, alcanzó el número cuatro en el UK Singles Chart. «Fast Car» recibió dos nominaciones a los Grammy por Grabación del año y Canción del año, así como una nominación a los MTV Video Music Award por Mejor video femenino en 1989. 

## Música y letras
Según el crítico de Metro Weekly, Chris Gerard, «Fast Car» cuenta una historia tremendamente realista de una pobre mujer trabajadora que intenta escapar del ciclo de la pobreza, con música folk rock. El arreglo de la canción fue descrito por el escritor de Orlando Sentinel Thom Duffy como "sutil folk-rock", mientras que Gary Trust de la revista Billboard consideró el disco como una canción "folk / pop". Dave Marsh dijo que quizás fue una "narrativa optimista de folk-rock", cuyos personajes están en un refugio para personas sin hogar. 

## Recepción de la crítica
La revista Rolling Stone clasificó la canción número 167 en su lista de las 500 mejores canciones de todos los tiempos.  Es la única canción de Chapman en la lista (y la canción de más alto rango, tanto escrita como interpretada por una artista femenina). Pitchfork colocó la canción en el número 86 en su lista de las 200 mejores canciones de la década de 1980.

## Posición en las listas de éxitos
En abril de 2011, la canción también llegó a la lista de las diez más populares del Reino Unido en el número 4 después de que Michael Collings la interpretó en Britain's Got Talent. El sencillo fue certificado Disco de platino en el Reino Unido por la Industria Fonográfica Británica (BPI) en 2014, basado en descargas digitales y transmisión. La canción ha vendido 661,500 copias en el Reino Unido, hasta enero de 2016.

## Listas y certificaciones

### Semanales
| Lista (1988)                          | Posición más alta |
| ------------------------------------- | ----------------- |
| Australia (ARIA)                      | 4                 |
| Bélgica (Flandes) (Ultratop 50)       | 1                 |
| Canada Top Singles (RPM)              | 1                 |
| Irlanda (IRMA)                        | 1                 |
| Nueva Zelanda (Recorded Music NZ)     | 21                |
| Países Bajos (Dutch Top 40)           | 1                 |
| Países Bajos (Mega Single Top 100)    | 2                 |
| Suecia (Sverigetopplistan)            | 9                 |
| Reino Unido (Official Charts Company) | 4                 |
| US Billboard Hot 100                  | 6                 |
| US Adult Contemporary (Billboard)     | 7                 |
| US Mainstream Rock (Billboard)        | 19                |
| Lista (2011)                          | Posición más alta |
| UK Singles (Official Charts Company)  | 4                 |
| Lista (2013)                          | Posición más alta |
| Dinamarca (Tracklisten)               | 29                |
| Alemania (Media Control AG)           | 81                |

## Versión de Jonas Blue
En 2015, el productor discográfico británico Jonas Blue lanzó una versión house tropical de «Fast Car». Es el primer sencillo de Blue y presenta las voces de la cantante británica Dakota. Es el sencillo principal de su álbum debut, Blue. The Club Mix se incluyó en la compilación de Blue, Jonas Blue: Electronic Nature - The Mix 2017. 

### Rendimientos
La versión de Jonas Blue alcanzó el número dos en el UK Singles Chart, detrás de " Pillowtalk " de Zayn Malik. Su pico en el Reino Unido significaba que estaba en una posición más alta que la original de Chapman, que alcanzó el número cinco en la lista en mayo de 1988 y una posición más alta tras un relanzamiento en abril de 2011.
Fuera del Reino Unido, la versión Jonas Blue alcanzó el número uno en Australia. y Hungría, mientras que también alcanzó su punto máximo entre los diez primeros en Alemania, Irlanda, Italia, los Países Bajos, Bélgica, Nueva Zelanda y Suecia. En los Estados Unidos, la versión de Jonas Blue fue la número uno en la lista de canciones de Dance Club. 

### Gráficos y certificaciones

#### Listas semanales
| Lista (2015–16)                             | Posición más alta |
| ------------------------------------------- | ----------------- |
| Australia (ARIA)                            | 1                 |
| Austria (Ö3 Austria Top 40)                 | 3                 |
| Bélgica (Flandes) (Ultratop 50)             | 3                 |
| Bélgica (Valonia) (Ultratop 50)             | 7                 |
| Canadá (Canadian Hot 100)                   | 27                |
| República Checa (Rádio Top 100)             | 3                 |
| Dinamarca (Tracklisten)                     | 6                 |
| Finlandia (OFC)                             | 10                |
| Francia (SNEP)                              | 14                |
| Alemania (Media Control AG)                 | 2                 |
| Hungría (Dance Top 40)                      | 10                |
| Hungría (Rádiós Top 40)                     | 1                 |
| Hungría (Single Top 40)                     | 1                 |
| Irlanda (IRMA)                              | 2                 |
| Italia (FIMI)                               | 5                 |
| Letonia (Latvijas Top 40)                   | 1                 |
| Líbano (Lebanese Top 20)                    | 11                |
| Países Bajos (Dutch Top 40)                 | 3                 |
| Países Bajos (Mega Single Top 100)          | 3                 |
| Nueva Zelanda (Recorded Music NZ)           | 2                 |
| Noruega (VG-lista)                          | 9                 |
| Polonia (Polish Airplay Top 100)            | 30                |
| Escocia (Scottish Singles Sales Chart)      | 1                 |
| Eslovaquia (Rádio Top 100)                  | 6                 |
| Eslovenia (SloTop50)                        | 8                 |
| España (Top 100 Canciones)                  | 18                |
| Suecia (Sverigetopplistan)                  | 2                 |
| Suiza (Schweizer Hitparade)                 | 4                 |
| Reino Unido (UK Singles Chart)              | 2                 |
| Reino Unido (UK Dance Chart)                | 1                 |
| Estados Unidos (Billboard Hot 100)          | 98                |
| Estados Unidos (Hot Dance/Electronic Songs) | 7                 |
| Estados Unidos (Hot Dance Club Songs)       | 1                 |
| Estados Unidos (Dance/Mix Show Airplay)     | 17                |

#### Listas de fin de año
| Lista (2016)                              | Posición |
| ----------------------------------------- | -------- |
| Argentina (Monitor Latino)                | 71       |
| Australia (ARIA)                          | 12       |
| Austria (Ö3 Austria Top 40)               | 15       |
| Bélgica (Ultratop Flanders)               | 14       |
| Bélgica (Ultratop Wallonia)               | 34       |
| Canadá (Canadian Hot 100)                 | 84       |
| Dinamarca (Tracklisten)                   | 23       |
| Alemania (Official German Charts)         | 13       |
| Hungría (MAHASZ)                          | 10       |
| Italia (FIMI)                             | 14       |
| Países Bajos (Single Top 100)             | 6        |
| Nueva Zelanda (Recorded Music NZ)         | 9        |
| Suecia (Sverigetopplistan)                | 8        |
| Suiza (Schweizer Hitparade)               | 15       |
| UK Singles (Official Charts Company)      | 13       |
| US Hot Dance/Electronic Songs (Billboard) | 18       |

## Otras versiones
La canción ha sido versionada muchas veces, incluyendo The Flying Pickets, Hundred Reasons, Xiu Xiu, Vertical Horizon, Darwin's Waiting Room, Amazing Transparent Man, MYMP, Mutya Buena, Kristian Leontiou, Wayne Wonder, David Usher, Linda Pritchard, Boyce Avenue ( con Kina Grannis ), Christian Kane, Mark Wilkinson, Elizabeth Gillies, Hitomi Yaida, Ryan Montbleau (con Tall Heights ), Pasajero y Jess Moskaluke (con WG Snuffy Walden ).
En 2010, Kelly Clarkson y Daughtry realizaron un dúo de la canción en concierto. También fue versionada por el grupo de rap Nice &amp; Smooth en su exitosa canción "Sometimes I Rhyme Slow", por lo que también fue un éxito dentro de la comunidad de hip-hop. El rapero británico Example también interpreta la canción en su "I Need a Fast Car", que apareció en su mixtape We Didn't Invent the Remix. 
En 1991, la cantante británica de soul Gabrielle grabó una demo de su canción " Dreams " que incluía «Fast Car». Cuando se lanzó comercialmente en 1993, el sample se eliminó debido a problemas legales, pero la versión anterior todavía se estaba reproduciendo en clubes nocturnos. DJ Quixotic, tocadiscos con sede en Los Ángeles, es conocido por interpretar una versión de «Fast Car» manipulando un registro de tono en un tocadiscos para imitar las notas de los riffs de guitarra iniciales. En 1991, la banda de Hong Kong Soft Hard cubrió esta canción en cantonés. 
La canción fue parodiada como "I Write a Fast Song" en el sketch In Living Color "Making of a Tracy Chapman Song", en el que Chapman (interpretado por Kim Wayans ) escribe una canción mirando por la ventana y presenciando eventos como un anciano atropellado por un autobús y una disputa doméstica. 
En junio de 2006, el trío de música country canadiense The Wilkinsons grabó una versión de la canción para su álbum de 2007 Home. Un cambio notable en la letra de su versión es que la vocalista Amanda Wilkinson reemplaza la frase "Saldremos de este refugio" con "Saldremos de este trailer". 
A mediados de 2008, Swimming With Dolphins lanzó una grabación de la canción como una pista del lado B de su EP, Ambient Blue.
En diciembre de 2010, Boyce Avenue y Kina Grannis hicieron un arreglo acústico; hasta octubre de 2014 tenía más de 25 millones de visitas en YouTube y sigue siendo una de sus canciones más populares en iTunes.
En abril de 2011, Michael Collings audicionó en Britain's Got Talent cantando su versión de «Fast Car». Como resultado, la canción alcanzó el número cuatro en el UK Singles Chart en el Reino Unido, una posición más alta que su pico original en el país 23 años antes.
También en ese mismo año 2011, el grupo de eurodance italiano Ti.Pi.Cal. versionó la canción en colaboración con Josh, en el álbum Stars.
En septiembre de 2014, Sam Smith cubrió la canción en el Live Lounge de BBC Radio 1, al igual que el cantante británico Birdy en abril de 2016, Khalid en marzo de 2018 y Justin Bieber en septiembre de 2018.
«Fast Car» aparece como la primera canción del álbum Oui Can Luv de Andy Allo con Prince en la guitarra. 
La cantante británica Jasmine Thompson lanzó una versión de la canción en un estilo tropical en enero de 2016. 
El cantante de música country Christian Kane grabó una versión de la canción, que apareció en su álbum de 2015, Welcome to My House!
El sencillo de 2012 de Lee Brice " Hard to Love " estuvo fuertemente influenciado por la canción. 
En 2015, el grupo pop keniano Sauti Sol probó la canción en su sencillo llamado "Nerea". 